# Bisdom Brandenburg
Het bisdom Brandenburg was een bisdom binnen het aartsbisdom Mainz. Het bisdom bestond van 955 tot 1555 toen het bisdom geseculariseerd werd en de bezittingen gingen naar de Mark Brandenburg.
Op 1 oktober 948 stichtte keizer Otto I het bisdom Brandenburg. Het bisdom maakte toen deel uit van de kerkprovincie Mainz. Na de stichting van het nieuwe aartsbisdom Maagdenburg in 968 ging het bisdom Brandenburg deel uitmaken van de kerkprovincie Maagdenburg.
Na de Slavische opstand van 983 hield het bisdom op te functioneren en leefden de bisschoppen in ballingschap. Nadat markgraaf Albrecht de Beer het domeiland in 1157 had heroverd kon het bisdom hersticht worden. De opbouw vond plaats vanuit het in 1128/9 gestichte praemonstratenzer klooster Leitzkau, dat provisorisch als domkapittel functioneerde. In 1161 werd er een nieuw domkapittel in Brandenburg gesticht. 
Bisschop Lodewijk van Neindorf (1327-1347) verlegde de residentie naar Ziesar. Na 1373 verloren de bisschoppen hun rijksvrijheid aan het markgraafschap Brandenburg. In 1539 werd de Reformatie ingevoerd en in 1544 werd het bisdom de facto bij Brandenburg ingelijfd. De leden van het domkapittel, dat nog van gemengde confessie was gaven hun verzet tegen opheffing in 1555 tegen de mark Brandenburg definitief op. Het bisdom werd in 1598 formeel opgeheven. Het domkapittel bleef echter als evangelische instelling bestaan.

## Bezittingen
de ambten
- Ziesar
- Brandenburg
- Ketzin
- Teltow

## Regenten
- 949- 967: Thietmar
- 983-1138: ballingschap
- 1138-1161: Wigger
- 1161-1173: Wilmar
- 1173-1180: Siegfried I, markgraaf van Brandenburg (1179-1184: aartsbisschop van Bremen)
- 1180-1190: Baldram
- 1190/1-1192: Alexius
- 1192/3-1205: Norbert
- 1205-1216: Boudewijn
- 1216-1220/1: Siegfried
- 1222-1241: Gernand
- 1241-1251: Ruotger van Kerkow
- 1251-1261: Otto van Mehringen
- 1261-1263: (Albrecht van Arnstein)
- 1261-1278: Hendrik van Ostheeren
- 1278-1287: Gebhard (van Arnstein?)
- 1287-1291: Heidenreich
- 1291-1302: Volrad van Krempa
- 1303-1316: Frederik van Plötzke
- 1316-1324: Johan van Tuchen
- 1324-1327: (Hendrik van Barby)
- 1327-1347: Lodewijk Schenk van Neindorf
- 1347-1365: Diederik van Kothe
- 1365-1393: Diededrik van Schulenberg
- 1393-1406: Hendrik van Bodendieck
- 1406-1414: Henning van Bredow
- 1414-1415: (Frederik van Grafeneck)
- 1414-1415: (Nikolaas van Burgsdorff)
- 1415-1420: Johan van Waldow (1420-1423: bisschop van Lebus)
- 1421-1459: Stephan Bodeker
- 1459-1472: Diederik van Stechow
- 1472-1485: Arnold van Burgsdorff
- 1485-1507: Joachim van Bredow
- 1507-1521: Hieronymus Schultz (1520-1522: bisschop van Havelberg)
- 1521-1526: Diederik van Hardenberg
- 1526-1544: Matthias van Jagow
- 1545-1560: Joachim, hertog van Münsterberg-Öls (evangelisch)
- 1560-1598: Joachim Frederik van Brandenburg (evangelisch)